# Ostertagia pinnata
Ostertagia pinnata är en rundmaskart som beskrevs av Daubney 1933. Ostertagia pinnata ingår i släktet Ostertagia och familjen Trichostrongylidae. Inga underarter finns listade i Catalogue of Life.